# Trialeurodes euphorbiae
Trialeurodes euphorbiae là một loài côn trùng cánh nửa trong họ Aleyrodidae, phân họ Aleyrodinae.
Trialeurodes euphorbiae được Russell miêu tả khoa học đầu tiên năm 1948.